# آکاسیای ایمپلکسا
آکاکیا ایمپلکسا (نام علمی: Acacia implexa) نام یک گونه از سرده آکاسیا است.